# Kisumu

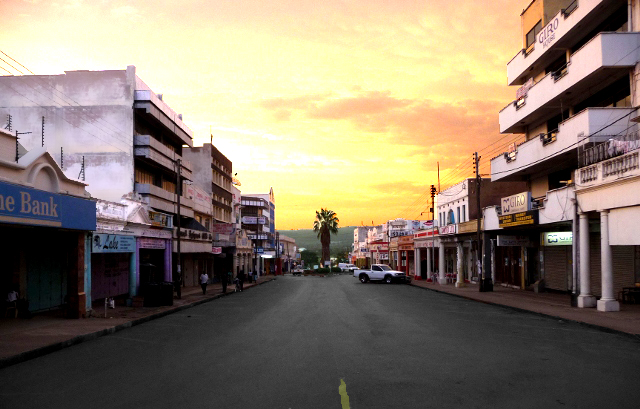
Gata i Kisumu.

Kisumu är en hamnstad och huvudort i distriktet Kisumu i provinsen Nyanza i Kenya. Centralorten hade 259 258 invånare vid folkräkningen 2009, med totalt 409 928 invånare inom hela stadsgränsen. Detta gör Kisumu till landets fjärde folkrikaste centralort och tredje folkrikaste stad.
Stadens politiska status är oklar, efter att dåvarande presidenten Daniel Arap Moi självsvåldigt gav Kisumu stadsprivilegier (av den administrativa graden city) den 5 december 2001. Emellertid fanns inget regelverk för att höja en stads administrativa nivå från municipality och i realiteten har staden kvar sin gamla status.
Staden ligger vid Victoriasjöns norra strand, men dess betydelse som hamnstad har minskat under de senaste decennierna, bland annat eftersom vattenhyacintens utbredning gjort det svårt att lägga till vid staden.
Staden har en flygplats, Kisumu Airport.